# Charles Churchill (poeta)
Charles Churchill (fevereiro de 1731 – 4 de novembro de 1764) foi um poeta inglês.